# Munderkingen
Munderkingen è un comune tedesco di 5 099 abitanti, situato nel land del Baden-Württemberg.